# 1492 Oppolzer
1492 Oppolzer (1938 FL) là một tiểu hành tinh vành đai chính được phát hiện ngày 23 tháng 3 năm 1938 bởi Y. Vaisala ở Turku.